# Gejstlig fascisme
Gejstlig fascisme er en ideologisk konstruktion, der kombinerer fascismens politiske og økonomiske doktriner med teologi eller religiøs tradition. Begrebet er blevet brugt til at beskrive organisationer og bevægelser, der kombinerer religiøse elementer med fascisme, støtter religiøse fascistiske organisationer, eller fascistregimer i hvilke gejstlige spiller en ledende rolle. For katolsk gejstlig fascisme bruges begrebet katolsk integralisme, selvom katolsk integralisme på visse punkter kan være uenige med fascismen.
Begrebet gejstlig fascisme (clerico-fascismo) opstod i 1920rne i Italien som speciel reference til den fraktion af det katolske parti PPI (Partito Popolare Italiano), som valgte at støtte Mussolini og hans regime. Definitionen skyldes Don Luigi Sturzo, en italiensk præst og Kristendemokratisk leder, som tog det modsatte valg og blev sendt i eksil af Mussolini i 1924.
I nyere tid, er begrebet blevet brugt af akademikere som Hugh Trevor-Roper, der søger at skabe en typologi for fascisme, der skelner mellem gejstlig fascisme og mere radikale typer fascisme som Nazisme.

## Eksempler på gejstlig fascisme
Eksempler på diktatorer og politisk valgte bevægelser, der involverer bestemte elementer af gejstlig fascisme inkluderer den kroatiske Ustaše-bevægelse såvel som António Salazar i Portugal, Maurice Duplessis fra Quebec, Engelbert Dollfuss i Østrig, Jozef Tiso i Slovakiet, Getúlio Vargas i Brasilien, Jerngarden i Rumænien, Rexisterne i Belgien og ledelsen i Vichy France. General Francos regering i Spanien havde Nationalkatolicisme som en del af sin ideolog. Den er af nogle blevet beskrevet som gejstligt fascistisk, specielt efter afslag på indflydelse fra de mere sekulære Falangister i begyndelsen af midt-1940rne. Akademikere, der accepterer begrebet gejstlig fascisme, debatterer dog stadig hvilke eksempler i denne liste der bør stemples som gejstligt fascistiske, med Ustashe som den oftest inkluderede. I de ovenfor citerede eksempler varierer graden af officiel katolsk støtte og gejstlig indflydelse på lovgivningen.
Nogle akademikere som Walter Laqueur henregner bestemte aktuelle bevægelser til at være former for gejstlig fascisme, herunder Christian Identity og muligvis Christian Reconstructionism i USA, militante former for politiserende Islamisk fundamentalisme; og militant Hindu nationalisme i Indien (Rashtriya Swayamsevak Sangh / Bharatiya Janata Party), trods manglen på specifik fascistisk politik forbundet med dem.

## Yderligere læsning
- Randolph L. Braham and Scott Miller, The Nazis Last Victims: The Holocaust in Hungary (Detroit: Wayne State University Press, [1998] 2002). ISBN 0-8143-2737-0

- Leon Volovici, Nationalist Ideology and Antisemitism: The Case of Romanian Intellectuals in the 1930s (Oxford: Pergamon Press, 1991). ISBN 0-08-041024-3

- Nicholas M. Nagy–Talavera, The Green Shirts and the Others: A History of Fascism in Hungary and Romania (Iaşi and Oxford: The Center for Romanian Studies, 2001). ISBN 973-9432-11-5

- Charles Bloomberg and Saul Dubow, eds., Christian–Nationalism and the Rise of the Afrikaner Broederbond in South Africa, 1918–48 (Bloomington: Indiana University Press, 1989). ISBN 0-253-31235-3

- Walid Phares, Lebanese Christian Nationalism: The Rise and Fall of an Ethnic Resistance (Boulder, Colo.: L. Rienner, 1995). ISBN 1-55587-535-1

- Ainslie T. Embree, ‘The Function of the Rashtriya Swayamsevak Sangh: To Define the Hindu Nation’, in Accounting for Fundamentalisms, The Fundamentalism Project 4, ed. Martin E. Marty and R. Scott Appleby (Chicago: The University of Chicago Press, 1994), pp. 617–652. ISBN 0-226-50885-4

- Partha Banerjee, In the Belly of the Beast: The Hindu Supremacist RSS and BJP of India (Delhi: Ajanta, 1998). ISBN 81-202-0504-2 (fejlagtigt).

- Walter K. Andersen. ‘Bharatiya Janata Party: Searching for the Hindu Nationalist Face’, In The New Politics of the Right: Neo–Populist Parties and Movements in Established Democracies, ed. Hans–Georg Betz and Stefan Immerfall (New York: St. Martin’s Press, 1998), pp. 219–232. ISBN 0-312-21134-1 or ISBN 0-312-21338-7

- Mark Juergensmeyer. The New Cold War?: Religious Nationalism Confronts the Secular State. (Berkeley: University of California Press, 1993). (ISBN 0-520-08651-1)

- Chip Berlet www.publiceye.org

- Laqueur, Walter. 1966. Fascism: Past, Present, Future, New York: Oxford: Oxford University Press, 1997. ISBN 0-19-511793-X

### Vatikanets politik
- Anthony Rhodes, The Vatican in the Age of Dictators 1922–1945 (London: Hodder and Stoughton, 1973). ISBN 0-03-007736-2
- Michael Phayer, The Catholic Church and the Holocaust, 1930–1965 (Bloomington: Indiana University Press, 2000) ISBN 0-253-33725-9
- Livia Rothkirchen, ‘Vatican Policy and the ‘Jewish Problem’ in Independent Slovakia (1939–1945)’ in Michael R. Marrus (ed.),The Nazi Holocaust 3, section 8, Bystanders to the Holocaust (Wesport: Meckler, 1989), pp. 1306–1332. ISBN 0-88736-255-9 or ISBN 0-88736-256-7